# Santo Condorelli
Santo Condorelli (ur. 17 stycznia 1995 w Kitahiroshimie) – włosko-kanadyjski pływak specjalizujący się w stylu dowolnym i motylkowym, wicemistrz olimpijski w sztafecie, medalista mistrzostw świata i igrzysk panamerykańskich. W latach 2012–2017 reprezentował Kanadę, od 2018 roku występuje w barwach Włoch.

## Kariera pływacka

### Igrzyska Panamerykańskie 2015
Na igrzyskach panamerykańskich w Toronto zdobył cztery medale. Na dystansie 100 m stylem dowolnym uzyskał czas 48,57 i wywalczył srebro. W konkurencji 100 m stylem motylkowym uplasował się na trzecim miejscu (52,42). Płynął także w  sztafecie kraulowej 4 × 100 m, w której zdobył srebrny medal oraz w sztafecie 4 × 100 m stylem zmiennym, gdzie Kanadyjczycy wywalczyli brąz.

### Mistrzostwa Świata w Pływaniu 2015
Dwa tygodnie później, wystartował na mistrzostwach świata w Kazaniu i wraz z Yurim Kisilem, Chantal van Landeghem i Sandrine Mainville zdobył brązowy medal w sztafecie mieszanej 4 × 100 m stylem dowolnym. W konkurencji 100 m kraulem z czasem 48,19 był czwarty. W półfinale 50 m stylem motylkowym pomimo ustanowienia nowego rekordu Kanady (23,30) nie awansował do finału i ostatecznie zajął dziewiątą pozycję. Płynął też w sztafetach mężczyzn 4 × 100 m stylem dowolnym (8. miejsce) i 4 × 100 m stylem zmiennym (13. miejsce).

### Letnie Igrzyska Olimpijskie 2016
Podczas igrzysk olimpijskich w Rio de Janeiro na dystansie 100 m stylem dowolnym uzyskał czas 47,88 i ze stratą 0,03 s do Nathana Adriana zajął czwarte miejsce. W konkurencji 50 m kraulem z czasem 21,97 był dwunasty. W półfinale 100 m stylem motylkowym pobił rekord Kanady (51,83), ale nie zakwalifikował się do finału, zajmując dwunaste miejsce. Condorelli uczestniczył także w wyścigu sztafet 4 × 100 m stylem dowolnym mężczyzn, w którym Kanadyjczycy uplasowali się na siódmej pozycji.

### Rytuały
Aby zwiększyć swoją pewność siebie, przed startem Condorelli pokazuje środkowy palec swojemu ojcu, który odwzajemnia ten gest.